# КримSOS
КримSOS — громадська ініціатива, створена 27 лютого 2014 року як Facebook-сторінка, для оперативного та об'єктивного висвітлення подій, які відбуваються в Криму у зв'язку з його незаконною окупацією Російською Федерацією. Згодом організація стала займатися наданням допомоги внутрішньо переміщеним особам із Криму і сходу України.
З липня 2014 року КримSOS став виконавчим партнером Регіонального представництва Управління Верховного комісара ООН у справах біженців в Білорусі, Молдові та Україні. КримSOS має представництва в Києві, Львові та Херсоні.
Весною 2023 року КримSOS оголосили «небажаною організацією» в Росії.

## Діяльність
КримSOS надає гуманітарну та юридичну допомогу переселенцям, інформує про події в Криму, займається програмами соціальної адаптації для переселенців, а також адвокаційними проєктами. У травні 2015 року в організації було створено підрозділ «QirimInfo», завдання якого — повернути інтерес української та світової громадськості до ситуації в Криму і проблемам кримчан.